# Homilia elephas
Homilia elephas är en nattsländeart som beskrevs av Barnard 1940. Homilia elephas ingår i släktet Homilia och familjen långhornssländor. Inga underarter finns listade i Catalogue of Life.